# Jósika István
Jósika István (? – Szatmár, 1598) erdélyi kancellár 1594 és 1598 között.

## Életpályája
Apja, karánsebesi Jósika János  Szörény vármegye alispánja volt; egyes források szerint román származású. Hat fiútestvére közül ő emelkedett a legmagasabbra és őt tartják a családi vagyon megalapozójának. Itáliában tanult, majd 1585-ben kancelláriai titkárként tevékenykedett. 1593-ban feleségül vette a kivégzett Gyulai Pál özvegyét, Füzy Borbálát, ezáltal rokonságba került a Báthori-családdal. Báthory Zsigmond előbb belső kamarásává, majd 1594–1595 körül Kovacsóczy Farkas utódjául kancellárrá tette, és neki adományozta Zsidóvárt illetve Branyicskát. Szamosközy István szerint Kovacsóczy halálát maga Jósika idézte elő, mert a tisztségére pályázott: [Kovacsóczynak] „meg is kegyelmezett volt Zsigmond, de a konczért Jósika verte volt ki éliből. Kovacsóczynak csak az egy Jósika István miá kellett meghalni.”
Báthory Zsigmondnak bizalmi embere volt, a fejedelem több ízben küldte követségbe Itáliába és Prágába. Részt vett a Rudolf császárral folytatott tárgyalásokban is. Báthory Zsigmond, aki vissza akart vonulni a fejedelemségtől, felkínálta Erdélyt a császárnak, kárpótlásul Oppeln és Ratibor sziléziai hercegségeket kapta. Jósika István késleltette az ország Rudolfnak való átadását, vagy azért, mert Báthory biztatására maga akart fejedelem lenni, vagy pedig törökbarát politikája miatt. Az 1598. áprilisi országgyűlésen a fejedelem Rudolf követei jelenlétében felelősségre vonta a kancellárt a késedelemért és elfogatta. Jósikát utóbb Kővárra, majd Szatmárra vitték, és ott a szatmári vár kapuja előtt lefejezték.
1847-ben leszármazottja, Jósika Miklós írt róla öt kötetes történelmi regényt Jósika István címmel.